# Robinson (Teksas)
Robinson je grad u američkoj saveznoj državi Teksas. Prema popisu stanovništva iz 2010. u njemu je živjelo 10.509 stanovnika.